# Kotěrova vila (Chrudim)
Vila Oldřicha Sýkory (též Kotěrova vila) je dům čp. 27/III v Chrudimi na Fibichově ulici. Je chráněna jako kulturní památka České republiky.
Byla postavena na místě starého domu, který zde stál prokazatelně již v roce 1780. V roce 1903 dům koupilo město a nechalo ho zbořit. V roce 1906 získal pozemek prof. Oldřich Sýkora a postavil zde secesní vilu. Její autorství není úplně jasné, dlouhé roky se uvádělo, že vznikla podle návrhu Jana Kotěry, přítele Sýkorových. V současnosti je spíše jako autor uváděn Kotěrův žák Jan Šachl. Stavba byla zahájena 23. srpna 1906 a dokončena 5. srpna 1907.
Manželka prof. Oldřicha Sýkory Hermína Sýkorová a budoucí manželka architekta Kotěry, Berta Trázníková, chodily do stejné školy. Byly absolventkami chotěšovského kláštera, který byl penzionátem na výchovu dívek. Oldřich Sýkora byl filozof a učenec a pro jeho ženu Hermínu se vila stala jejím zámkem a rodinným sídlem. Iniciativa vyšla od ní k přítelkyni a obě dámy ovlivnily architekta Kotěru. Fibichova ulice pro místo vily byla zvolena kvůli společenskému styku mezi Hermínou Sýkorovou a paní Popperovou. Paní Popperová mohla jen obtížně chodit a Hermína Sýkorová věděla, že když by se vila postavila od Popperovy továrny a bytu na vhodnější parcele, nastal by problém a obě dámy by se již nemohly často navštěvovat. Proto je vila na místě, které vyhovovalo společenskému styku obou manželek. Hrobky rodiny Sýkorových a Popperových na chrudimském hřitově U Kříze sousedí.